# Kornplatz (Bozen)

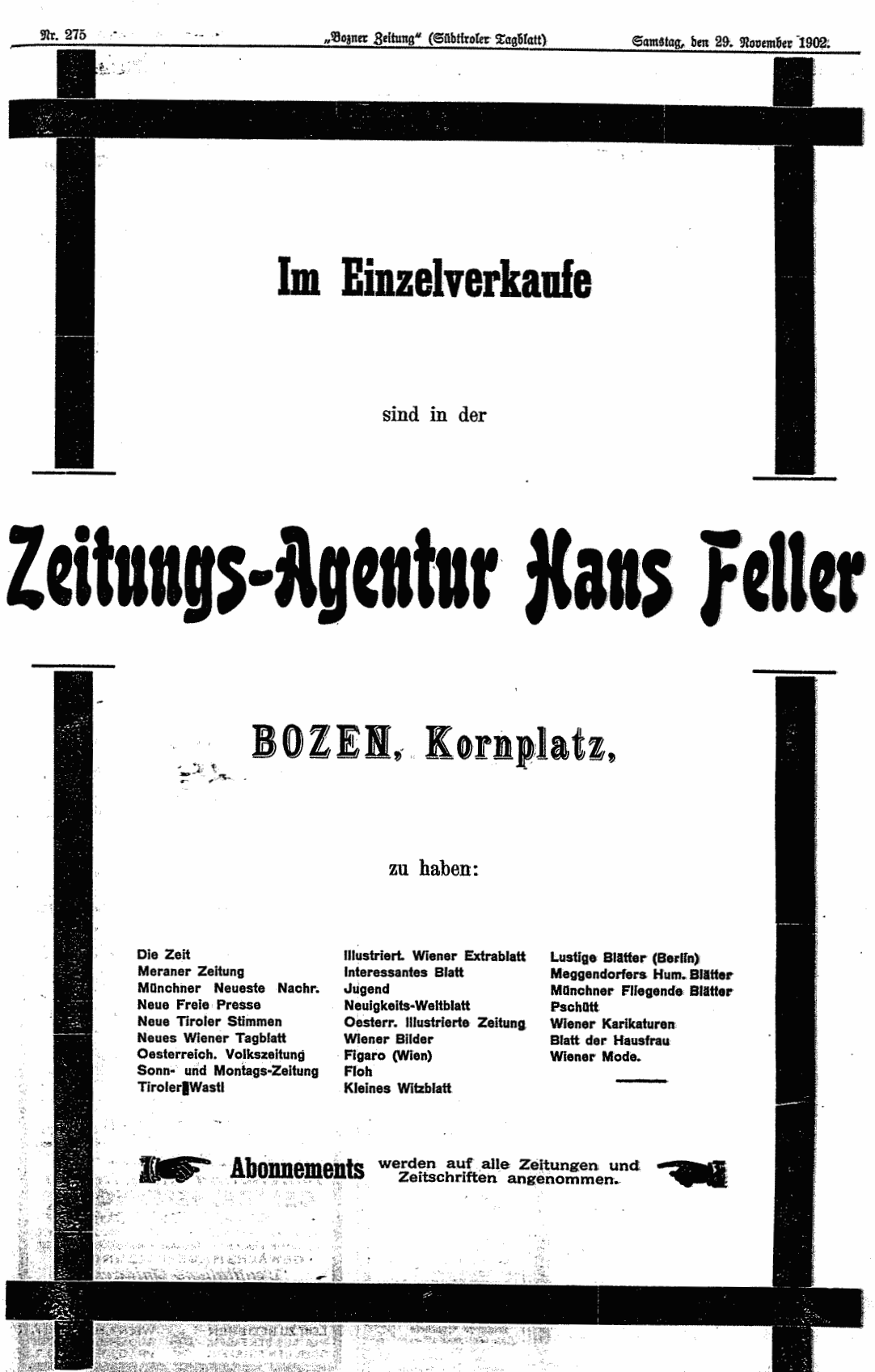
Werbung für Hans Fellers Zeitungs-Agentur am Bozner Kornplatz, Bozner Zeitung vom 29. November 1902

Der Kornplatz (früher auch: Kornmarkt; italienisch Piazza del Grano) befindet sich mitten in der Altstadt der Südtiroler Landeshauptstadt Bozen, unmittelbar südlich der Bozner Lauben und nördlich des Waltherplatzes. Am Platz befinden sich zahlreiche Baudenkmäler, so der Gasthof Weißes Kreuz, die ehemalige Weinstube Unterhofer und die Wohnhäuser Kornplatz Nr. 2, 4, 5, 8 und 10.

## Geschichte

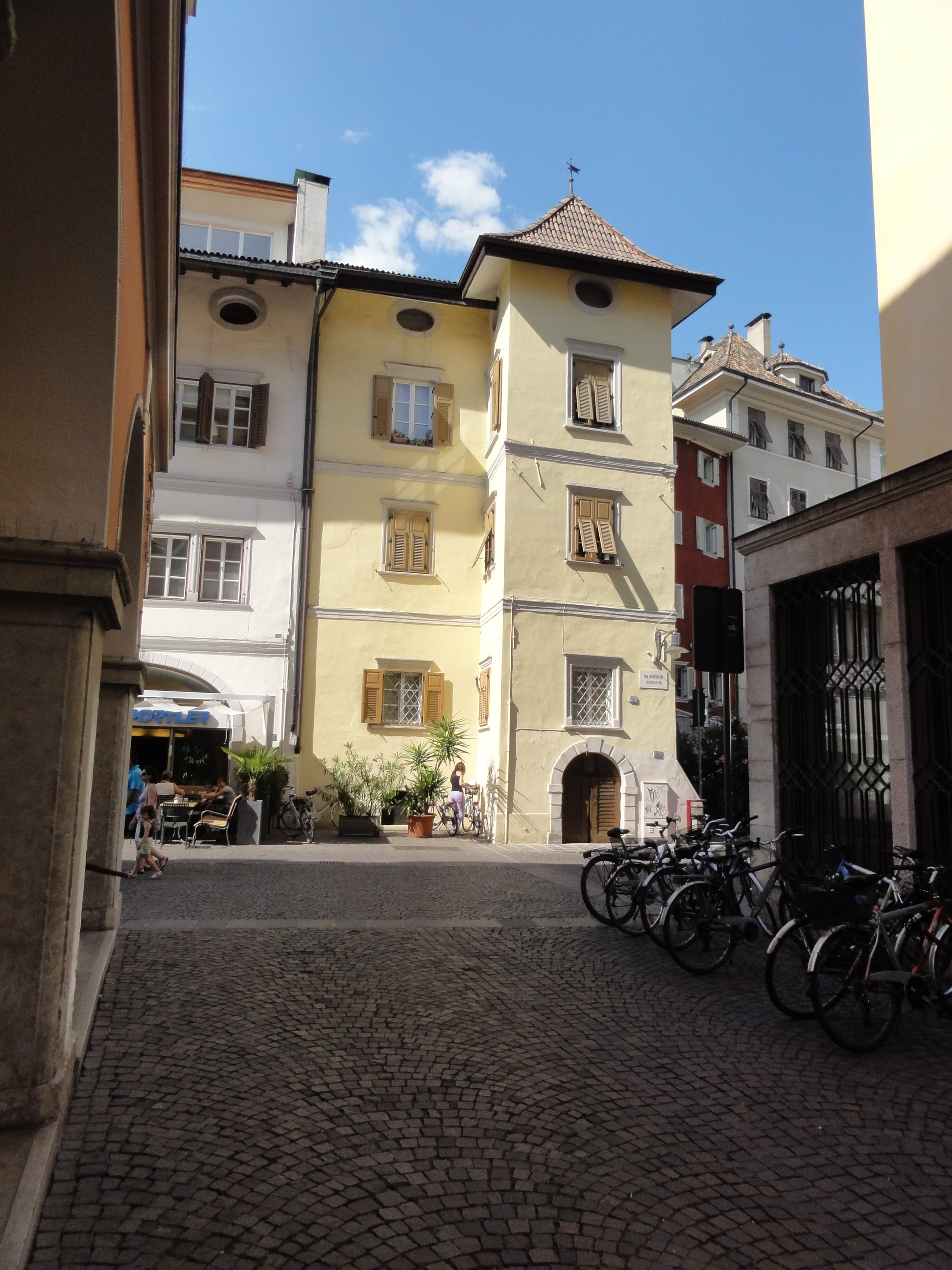
Blick auf Haus Nr. 8

Der Kornplatz gehört zu den ältesten Örtlichkeiten Bozens, da er zentraler Bestandteil der im späten 12. Jahrhundert rund um die Lauben gegründeten Marktsiedlung ist. 1271 wird der Platz als „Cormarch“ und 1288 im landesfürstlichen Urbar Graf Meinhards II. von Tirol-Görz als „Chorenmarcht“ genannt. Hier bestand am Waaghaus die öffentliche Waage für das am Platz gehandelte Getreide, das entsprechende Gebäude ist erstmals 1343 als „fronwage zu Bozen“ und 1396 als „an der Wag“ urkundlich bezeugt. Gemäß dem Bozner Stadtrecht von 1437 durfte Getreide in Bozen nur am Kornplatz verkauft werden, diese Bestimmungen bezogen sich auch auf Käse, Kastanien und Nüsse. Auch die um 1450 niedergeschriebene Marktordnung Bozens verfügte, dass Futter, Korn und Getreide ausschließlich auf dem „rechten Korennplatz“ gewogen und verkauft werden dürfen.
In der Landgerichtsordnung von Gries-Bozen aus dem Jahr 1487 wird der Kornplatz als allgemeiner, innerstädtischer Versammlungs- und Aufgebotsort bestimmt.
Ebenso bestand am Kornplatz die ehemalige, im 15. Jahrhundert zerstörte Stadtburg der Bischöfe von Trient mit der 1192 erstmals belegten St.-Andreas-Kapelle. Die Fundamente eines später abgetragenen Bergfrieds aus dem 12. Jahrhundert – vermutlich Teil der alten, bereits im 13. Jahrhundert abgetragenen Stadtbefestigung – wurden in den 1980er Jahren freigelegt und in der Pflasterung des Platzes sichtbar gemacht.
Der südliche Abschnitt des Kornplatzes wurde in älterer Zeit auch als Schweineplatz bezeichnet, da hier Nutztiere gehandelt wurden.